# Pachydactylus sansteynae
Pachydactylus sansteynae este o specie de șopârle din genul Pachydactylus, familia Gekkonidae, descrisă de Steyn și Mitchell 1967. Conform Catalogue of Life specia Pachydactylus sansteynae nu are subspecii cunoscute.